# National Register of Historic Places in Delaware
Diese Tabelle enthält alle Listen, in denen die Einträge im National Register of Historic Places in den drei Countys des US-amerikanischen Bundesstaates Delaware aufgeführt sind:

## Anzahl der Objekte nach County
|       | \| \| County \| Liste der Einträge in das NRHP im County \| Anzahl \| \| ----- \| ----------------- \| ------------------------------------------------ \| ------ \| \| 1 \| Kent \| NRHP-Einträge im Kent County \| 155 \| \| 2.1 \| Wilmington \| NRHP-Einträge in Wilmington im New Castle County \| 82 \| \| 2.2 \| New Castle (Nord) \| NRHP-Einträge im New Castle County (Nord) \| 85 \| \| 2.3 \| New Castle (Süd) \| NRHP-Einträge im New Castle County (Süd) \| 216 \| \| 2 \| New Castle \| New Castle (gesamt) \| 382 \| \| 3 \| Sussex \| NRHP-Einträge im Sussex County \| 145 \| \| Summe \| Summe \| Summe \| 680 1 \| 1 Aufgrund seiner Lage ist ein Eintrag in mehreren Listen vorhanden. Das Objekt Delaware Boundary Markers befindet sich in den Bezirken Kent, New Castle und Sussex |                                                  |        |
|       | County | Liste der Einträge in das NRHP im County         | Anzahl |
| 1     | Kent | NRHP-Einträge im Kent County                     | 155    |
| 2.1   | Wilmington | NRHP-Einträge in Wilmington im New Castle County | 82     |
| 2.2   | New Castle (Nord) | NRHP-Einträge im New Castle County (Nord)        | 85     |
| 2.3   | New Castle (Süd) | NRHP-Einträge im New Castle County (Süd)         | 216    |
| 2     | New Castle | New Castle (gesamt)                              | 382    |
| 3     | Sussex | NRHP-Einträge im Sussex County                   | 145    |
| Summe | Summe | Summe                                            | 680 1  |